# Lijst van aardbevingen in 2006
De aardbevingen in 2006 hebben samen ongeveer 7000 levens gekost. De krachtigste aardbeving was die bij de Koerilen op 15 november, de dodelijkste was die bij Java op 27 mei.

## Overzicht

### Januari
- 2 - Aardbeving bij de Zuidelijke Sandwich-eilanden van 7,4 op de schaal van Richter.
- 2-  Aardbeving bij Fiji van 7,2 op de schaal van Richter.
- 27 - Aardbeving in de Bandazee van 7,6 op de schaal van Richter.

### Februari
- 22 - Aardbeving in het noorden van Mozambique van 7,0 op de schaal van Richter.

### Maart
- 31 - Aardbeving bij Borujerd in Iran van 6,1 op de schaal van Richter. Er vielen 70 doden.

### April
- 20 - Aardbeving in Korjakië van 7,6 op de schaal van Richter.

### Mei
- 3 - Aardbeving in Tonga van 8,0 op de schaal van Richter.
- 16 - Aardbeving bij de Kermadeceilanden van 7,4 op de schaal van Richter.
- 27 - Aardbeving bij Java van 6,3 op de schaal van Richter. Er vielen 5782 doden.

### Juli
- 17 - Aardbeving bij Java van 7,7 op de schaal van Richter. Er vielen 665 doden.

### Augustus
- 8 - Aardbeving in Groningen van 3,5 op de schaal van Richter. Het was de krachtigste aardbeving ooit in Groningen.
- 20 - Aardbeving in de Scotiazee van 7,0 op de schaal van Richter.

### November
- 15 - Aardbeving bij de Koerilen van 8,3 op de schaal van Richter.

### December
- 26 - Aardbeving in Taiwan van 7,1 op de schaal van Richter.

1950 ·
1951 ·
1952 ·
1953 ·
1954 ·
1955 ·
1956 ·
1957 ·
1958 ·
1959 ·
1960 ·
1961 ·
1962 ·
1963 ·
1964 ·
1965 ·
1966 ·
1967 ·
1968 ·
1969 ·
1970 ·
1971 ·
1972 ·
1973 ·
1974 ·
1975 ·
1976 ·
1977 ·
1978 ·
1979 ·
1980 ·
1981 ·
1982 ·
1983 ·
1984 ·
1985 ·
1986 ·
1987 ·
1988 ·
1989 ·
1990 ·
1991 ·
1992 ·
1993 ·
1994 ·
1995 ·
1996 ·
1997 ·
1998 ·
1999 ·
2000 ·
2001 ·
2002 ·
2003 ·
2004 ·
2005 ·
2006 ·
2007 ·
2008 ·
2009 ·
2010 ·
2011 ·
2012 ·
2013